# 1444年
| 千纪： | 2千纪 |
| 世纪： | 14世纪 \| 15世纪 \| 16世纪                                                                                 |
| 年代： | 1410年代 \| 1420年代 \| 1430年代 \| 1440年代 \| 1450年代 \| 1460年代 \| 1470年代                           |
| 年份： | 1439年 \| 1440年 \| 1441年 \| 1442年 \| 1443年 \| 1444年 \| 1445年 \| 1446年 \| 1447年 \| 1448年 \| 1449年 |
| 纪年： | 甲子年（鼠年）；明正统九年；越南大和二年；日本嘉吉四年，文安元年                                           |

## 大事记
- 6月15日，老科西莫在佛罗伦萨创建劳伦齐阿纳图书馆。
- 6月29日，斯坎德培在托维奥尔战役（英语：Battle of Torvioll）中击败奥斯曼军队。
- 8月15日，奥斯曼帝国与匈牙利王国签订塞格德合约（英语：Peace of Szeged）。
- 8月，奥斯曼帝国苏丹穆拉德二世让位予其子穆罕默德二世。
- 11月10日，瓦尔纳战役，瓦迪斯瓦夫三世率领的十字军被穆拉德二世的奥斯曼军队击溃，瓦迪斯瓦夫三世阵亡，导致匈牙利与波兰的联合统治终结。
- 君士坦丁十一世，其时作为摩里亚采邑君主，入侵雅典公国，迫使佛罗伦萨公爵缴付赔款，并归还底比斯给拜占庭帝国。
- 埃及苏丹试图从医院骑士团手中夺取罗德岛，遭到失败。
- 葡萄牙探险家到达塞内加尔和冈比亚河口，在維德角半島（並非1456年發現的維德角群島）建立非洲和歐洲貿易的轉口港。
- 欧洲第一个黑奴市场在葡萄牙拉古什建立。
- 伊库维姆牌铭在意大利古比奥被发现。
- 向生·西绕松布于昌都创建强巴林寺。

## 出生
- 3月11日，多纳托·伯拉孟特，意大利文艺复兴时期建筑师。
- 毛利丰元，毛利氏当主。

## 逝世
- 3月9日，李奥纳度·布伦尼，意大利人文主义者。
- 4月26日，罗伯特·坎平，法兰德斯艺术家。
- 5月20日，圣伯尔纳定，意大利神父，方济各会会士。
- 5月27日，约翰·博福特，英格兰贵族，嘉德勋章佩戴者，军事指挥官。
- 11月10日，瓦迪斯瓦夫三世·雅盖隆契克，波兰和匈牙利国王。
- 尚忠，琉球国第一尚氏王朝第三代国王。
- 杨士奇，明朝内阁首辅，三杨之一。
- 郑辰，明朝进士，英宗时进兵部右侍郎。
- 黄宗载，明朝进士。
- 谭广，明朝军事将领。
- 赵安，明朝军事将领，以功封会川伯。